# 阿贝迪·贝利
阿贝迪·阿尤，常被称为阿贝迪·贝利（Abedi Pele Ayew，1964年11月5日—），是20世纪八十年代的一名加纳足球运动员，司职前锋，1991-1993年曾经蝉联三届非洲足球先生。

## 家庭
- 弟弟: 夸梅·阿尤，曾经在中国甲A球队沈阳金德和上海国际 效力并获得2003和2004年联赛最佳射手。
- 儿子：安德雷·阿尤，是一名加纳足球运动员，司职前锋,参加了2010年南非世界杯和2014年巴西世界杯。
- 儿子: 乔丹·阿尤，加纳国家队的队员並参加了2010年南非世界杯和2014年巴西世界杯。